# Buch bei Frauenfeld
Buch bei Frauenfeld (toponimo tedesco; fino al 1953 Buch bei Uesslingen) è una frazione del comune svizzero di Uesslingen-Buch, nel Canton Turgovia (distretto di Frauenfeld).

## Storia

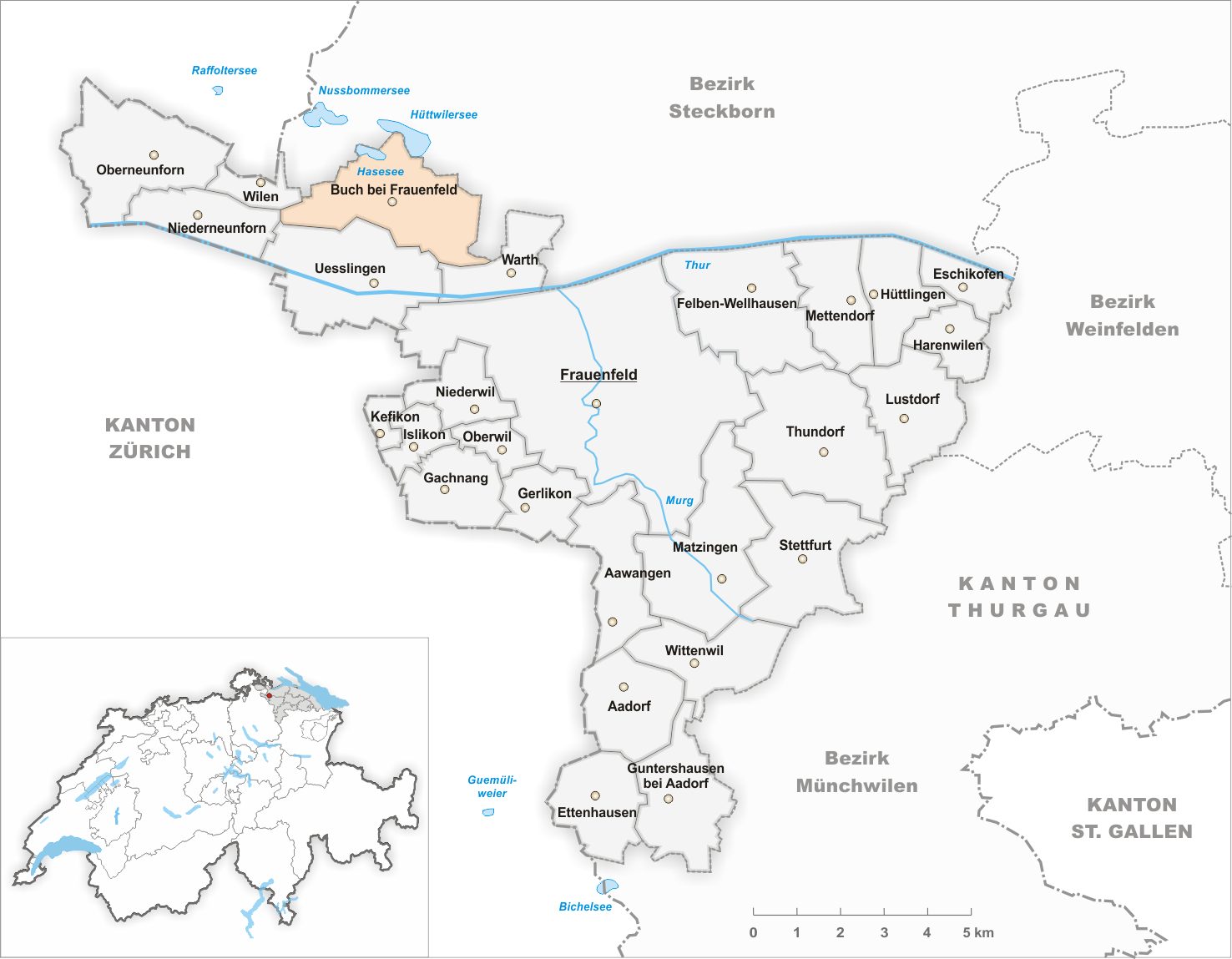
Il territorio del comune di Buch bei Frauenfeld prima degli accorpamenti comunali del 1995

Già comune autonomo (Ortsgemeinde) che comprendeva anche le frazioni di Horben, Hueb e Trüttlikon, nel 1995 è stato aggregato all'altro comune soppresso di Uesslingen per formare il nuovo comune di Uesslingen-Buch.

## Monumenti e luoghi di interesse

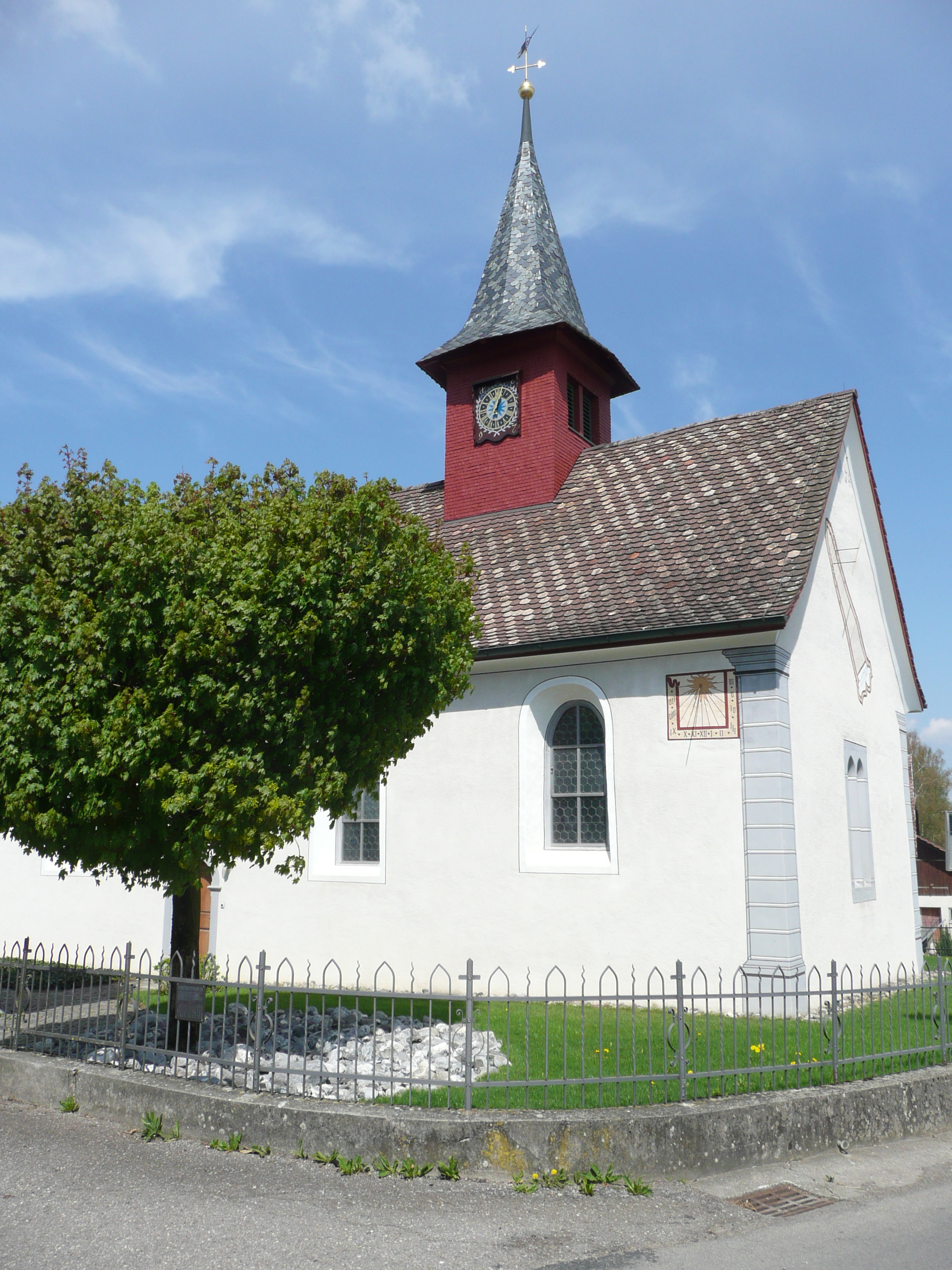
La cappella di San Sebastiano

- Cappella di San Sebastiano, eretta nel 1300 circa in luogo di un preesistente edificio dell'XI secolo[1].

## Società

### Evoluzione demografica
L'evoluzione demografica è riportata nella seguente tabella:
Abitanti censiti

## Amministrazione
Ogni famiglia originaria del luogo fa parte del cosiddetto comune patriziale e ha la responsabilità della manutenzione di ogni bene ricadente all'interno dei confini della frazione.